# 中華民國國慶煙火

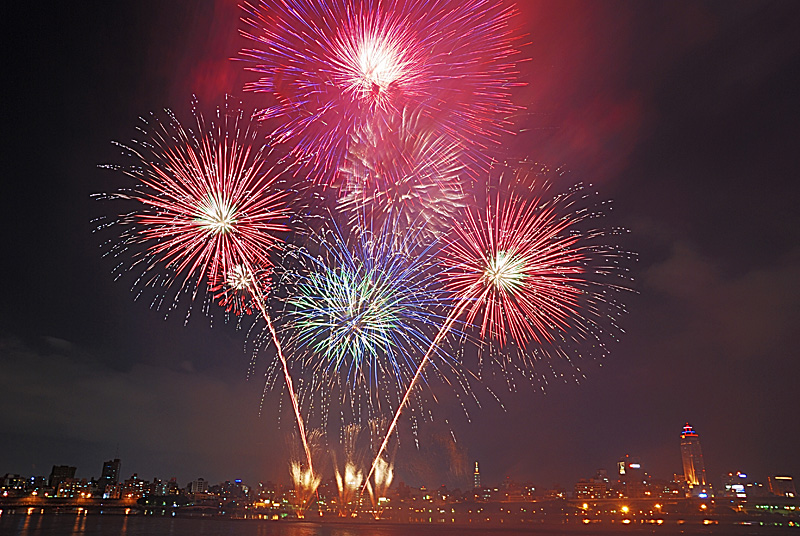
2006國慶煙火在台北

國慶煙火是中華民國慶祝雙十國慶的重要活動之一，由中華民國國防部主導設計。該活動起自1953年，本來施放地點為中華民國總統府附近。1960年代後，因煙火砲彈數量從數十發增至數千甚至數萬發，為了安全顧慮，因此改至台北市淡水河河畔水門施放。2000年民進黨政府執政後，活動地點改由台灣各縣市輪流舉行。於每年10月10日國慶日當晚施放，多年來均為中華民國政府慶祝國慶的重要活動之一，也深受台灣民眾歡迎。2000年後，除了中央政府主辦的煙火施放外，台灣各縣市也有地方政府主辦的相關煙火慶祝活動，通常此類活動會以「花火節」等名稱舉行，惟舉辦施放時間仍定於雙十國慶當晚。雖然規模遠不如中央政府舉辦的國慶煙火，但是參訪民眾仍有一定數量，有時候人數甚至超過國慶煙火主秀參觀人數。以2007年為例，於臺北市與屏東縣分別施放的雙十國慶煙火，各地實際觀賞者就達60萬人。

## 歷史
1953年開始施放的國慶煙火，原本由信號彈改進，施放單位為中華民國國軍聯合後勤司令部（聯勤），事實上，施放時間除了雙十國慶日也包含中華民國前總統蔣中正生日之所謂「蔣總統誕辰」國定例假日；1975年蔣中正去世後，該煙火活動則專門於國慶日施放，因此被稱為國慶煙火。
1960年代起因應國慶煙火施放規模擴大，除了將施放地點由總統府改為淡水河河畔外，製作施放煙火單位則專責由聯勤轄下、位於台北市市郊的國軍四四兵工廠（今國軍二〇六兵工廠，現址為信義計畫區）負責；1984年因應機關組織改革，煙火製造與施放改由聯勤兩不同單位負責，數年後則又轉交軍備局統籌。
1999年，因發生921大地震，取消當年的國慶慶祝活動及國慶煙火施放。
2001年，因台灣本島受納莉颱風侵襲及美國911襲擊事件影響，國慶籌備會決議縮小當年的慶祝規模，亦不施放國慶煙火。
2004年開始，煙火由軍方轉交由台灣民間企業施放，惟出資機關仍為中華民國官方組成的國慶慶祝相關機構。煙火施放時間則仍照例於10月10日晚上7點或8點開始，節目施放持續時間也都為一小時。
2009年，因台灣南部受到莫拉克颱風（八八水災）重創，原本選定在彰化縣施放國慶煙火，但因為莫拉克颱風重創南部，因此國慶籌備會決定停辦所有當年的國慶活動，亦不施放國慶煙火。

## 施放地點
中華民國國慶煙火原固定於台北市大同區大稻埕碼頭舉行，2000年首次政黨輪替後，活動地點改由台灣各縣市輪流舉行。輪值制度實施後，國慶煙火施放縣市列表如下：
| 年度 | 地點          | 施放位置                                                                                                | 主題 | 章節 | 施放分鐘數                                                                                              | 施放發數                                                                                                |
| ---- | ------------- | --- | --- | --- | --- | --- |
| 2000 | 高雄市 前鎮區 | 新光碼頭                                                                                                | | | 1小時                                                                                                   | 6000餘發                                                                                                |
| 2001 | 取消※         | ※受到納莉颱風侵襲及國際911襲擊事件影響，國慶籌備會決議縮小慶祝規模，亦不施放國慶煙火。                  | ※受到納莉颱風侵襲及國際911襲擊事件影響，國慶籌備會決議縮小慶祝規模，亦不施放國慶煙火。                  | ※受到納莉颱風侵襲及國際911襲擊事件影響，國慶籌備會決議縮小慶祝規模，亦不施放國慶煙火。 | ※受到納莉颱風侵襲及國際911襲擊事件影響，國慶籌備會決議縮小慶祝規模，亦不施放國慶煙火。                  | ※受到納莉颱風侵襲及國際911襲擊事件影響，國慶籌備會決議縮小慶祝規模，亦不施放國慶煙火。                  |
| 2002 | 台中縣 梧棲鎮 | 台中港                                                                                                  | 光彩豔麗                                                                                                | 1.金玉滿堂 2.長虹貫日 3.銀花獻瑞 4.彩耀中台 5.錦繡雲嘉 6.寶島生華 7.星耀玉山 8.龍騰虎耀 9.金玉爭輝 10.氣象萬千 11.天上人間 12.花團錦簇 13.銀花飛聲 14.嘯傲煙霞 15.萬種風華 16.千巖競秀 17.寰宇歸心 18.響徹雲霄 19.百川匯家 20.薄海騰歡                                                                        | 1小時                                                                                                   | 6000餘發                                                                                                |
| 2003 | 桃園縣 大溪鎮 | 大漢溪                                                                                                  | | 1.寶島生華 11.達觀長春 | 1小時                                                                                                   | 6000餘發                                                                                                |
| 2004 | 嘉義縣 太保市 | 國立故宮博物院南部院區預定地                                                                            | 回嘉．為台灣慶生                                                                                        | 1.嘉禾飛瀑 2.嘉有喜事 3.嘉賓雲集 4.嘉齊慶生 5.百嘉爭鳴 6.邦嘉之光 7.四海一嘉 | 1小時                                                                                                   | 1萬1000餘發                                                                                             |
| 2005 | 高雄縣 茄萣鄉 | 興達港                                                                                                  | 煙花水舞耀高縣                                                                                          | 1.海天交響，煙花水舞 2.活力新故鄉 3.情人之眼 4.愛與融合 5.點燃夢想 6.勇氣與未來 7.與世界共舞 8.歡樂派對，幸福永流傳 | 1小時                                                                                                   | 1萬餘發                                                                                                 |
| 2006 | 台北市 大同區 | 大稻埕碼頭                                                                                              | | 1.薄海騰歡 2.萬民同慶 3.祥瑞平世 4.欣欣向榮 5.雷霆萬鈞 6.金玉滿堂 7.春滿人間 8.國運昌隆 | 1小時                                                                                                   | 3萬5000餘發                                                                                             |
| 2007 | 屏東縣 東港鎮 | 大鵬灣國家風景區                                                                                        | 10月10日生日快樂                                                                                        | 1.四季平安，國運昌隆 2.璀璨阿猴，光耀全國 3.旋轉乾坤，一飛沖天 4.日昇月圓，星想事成 5.大鵬展翅，幸福屏東 6.海上明珠，萬紫千紅 7.花團錦簇，富貴吉祥 8.美麗寶島，名揚國際 | 1小時                                                                                                   | 4萬2000餘發                                                                                             |
| 2008 | 嘉義市 東區   | 民權東路段(嘉義公園)旁                                                                                  | 國慶煙火照我嘉                                                                                          | 1.氣壯山河開新局 2.五彩繽紛映諸羅 3.雷霆萬鈞慶雙十 4.國泰民安耀寰宇 | 50分 | 7813發                                                                                                  |
| 2009 | 取消※         | ※原選定於彰化縣施放國慶煙火，受到莫拉克颱風重創，因此國慶籌委會決定停辦所有國慶活動，亦不施放國慶煙火。 | ※原選定於彰化縣施放國慶煙火，受到莫拉克颱風重創，因此國慶籌委會決定停辦所有國慶活動，亦不施放國慶煙火。 | ※原選定於彰化縣施放國慶煙火，受到莫拉克颱風重創，因此國慶籌委會決定停辦所有國慶活動，亦不施放國慶煙火。 | ※原選定於彰化縣施放國慶煙火，受到莫拉克颱風重創，因此國慶籌委會決定停辦所有國慶活動，亦不施放國慶煙火。 | ※原選定於彰化縣施放國慶煙火，受到莫拉克颱風重創，因此國慶籌委會決定停辦所有國慶活動，亦不施放國慶煙火。 |
| 2010 | 台北市 大同區 | 淡水河三號水門                                                                                          | 九九國慶．精采雙十                                                                                      | 1.躍動九九，攜手同心 2.花團錦簇、喜迎國慶 3.國恩家慶，邁向百年 | 52分 | 5萬1000餘發                                                                                             |
| 2011 | 彰化縣 鹿港鎮 | 彰濱工業區鹿港園區                                                                                      | 彰濱結綵慶雙十．花團錦簇創新局                                                                          | 節目一:彰濱結綵慶雙十 1.歡聲雷動，青天白日滿地紅 2.金彩一百，百兔呈祥 3.巍巍中華，百花齊放 4.追龍逐鳳，百轉千迴 5.福佑臺灣，百代千秋 6.四海一心，百世昌隆 節目二:花團錦簇創新局 1.歡聲雷動，普天同慶 2.精彩一百，和諧共榮 3.心手相連，平安祈福 4.龍嘯九天，豐盛有餘 5.旗正當空，我武維揚 6.錦繡前途，國運昌隆 | 40分 | 4萬3000餘發                                                                                             |
| 2012 | 苗栗縣 後龍鎮 | 高鐵苗栗站特定區                                                                                        | 客家山城迎國慶．繽紛桐花喜迎賓                                                                          | 1.雷霆萬鈞，銀泉飛瀑 2.張燈結綵，喜迎國慶 3.國泰民安，百花獻瑞 4.飛龍在天，光耀寰宇 5.普天同慶，薄海歡騰 6.好山好水，苗栗起飛 7.高速啟航，世界接軌 8.四海歸心，世界大同 9.風調雨順，天佑吾邦 10.彩金流瀑，萬紫千紅                                                                                            | 40分 | 8萬7641發                                                                                               |
| 2013 | 新竹市 北區   | 南寮漁港                                                                                                | 國慶焰火綻風城                                                                                          | 1.花團錦簇，開幕迎賓 2.鏡花水煙，美麗世界 3.百花齊放，爭奇鬥豔 4.星空璀璨，楊柳花語 5.日影婆娑，心心相連 6.傲骨梅花，歡喜國慶 7.群蜂飛舞，樂活花園 8.雙瀑奇景，祇願夢園 9.熱情海洋，心花怒放 10.玫瑰祈福，喜迎國民                                                                                            | 42分 | 3萬6720發                                                                                               |
| 2014 | 台中市 龍井區 | 台中火力發電廠二期工業專業區                                                                            | 綻放喜福                                                                                                | 1.龍馬精神，序曲迎繽 2.煙花水映，美麗港灣 3.百花齊漾，爭奇鬥豔 4.歡聲雷動，耀動台中 5.金彩一零三，龍鳳舞呈祥 6.追龍逐鳳，盪氣千迴 7.蜂飛蝶舞，中港花園 8.花情燭意，祇願夢園 9.四海一心，昌隆萬世 10.福佑臺灣，喜迎國慶                                                                                        | 42分 | 2萬6358發                                                                                               |
| 2015 | 取消※         | ※由於新北市發生火災的影響，在更嚴格的安全、場地考慮下，受委任的高雄市政府最終婉拒承辦國慶煙火。         | ※由於新北市發生火災的影響，在更嚴格的安全、場地考慮下，受委任的高雄市政府最終婉拒承辦國慶煙火。         | ※由於新北市發生火災的影響，在更嚴格的安全、場地考慮下，受委任的高雄市政府最終婉拒承辦國慶煙火。 | ※由於新北市發生火災的影響，在更嚴格的安全、場地考慮下，受委任的高雄市政府最終婉拒承辦國慶煙火。         | ※由於新北市發生火災的影響，在更嚴格的安全、場地考慮下，受委任的高雄市政府最終婉拒承辦國慶煙火。         |
| 2016 | 取消※         | ※由於台南市發生強震的影響，故今年仍還是取消國慶煙火。                                                   | ※由於台南市發生強震的影響，故今年仍還是取消國慶煙火。                                                   | ※由於台南市發生強震的影響，故今年仍還是取消國慶煙火。 | ※由於台南市發生強震的影響，故今年仍還是取消國慶煙火。                                                   | ※由於台南市發生強震的影響，故今年仍還是取消國慶煙火。                                                   |
| 2017 | 台東縣 台東市 | 卑南溪出海口南岸                                                                                        | 輝煌雙十．照耀臺東                                                                                      | 1.原生 2.翅膀 3.堅持 4.圓融 5.祥和 6.民族 | 36分 | 2萬6833發                                                                                               |
| 2018 | 花蓮縣 花蓮市 | 花蓮港東防波堤                                                                                          | 光輝國慶．閃耀花蓮                                                                                      | 1.念想花蓮 2.璀璨花蓮 3.故鄉花蓮 4.祈願時分 5.自由之光 6.和平家園 7.大同世界 | 36分 | 3萬0806發                                                                                               |
| 2019 | 屏東縣 屏東市 | 高屏溪舊鐵橋河濱公園                                                                                    | 攜手世界．台灣耀飛                                                                                      | 1.AKAV 2.幸福南國 3.堅定勇氣 4.深化國際 5.世界融合 6.我的故鄉，我的臺灣 | 42分 | 1萬6280發                                                                                               |
| 2020 | 臺南市 安平區 | 漁光島                                                                                                  | 民主台灣．自信前行                                                                                      | 1.回眸大員 2.古都府城 3.抗疫英雄 4.國防自主 5.團結台灣、民主勝利 | 33分 | 2萬7354發                                                                                               |
| 2021 | 高雄市 鹽埕區 | 高雄港區                                                                                                | 民主大聯盟．世界加好友                                                                                  | 1.百年·回望 2.經典·傳頌 3.島嶼·光影 4.民主·自信·臺灣人 | 30分 | 2萬發                                                                                                   |
| 2022 | 嘉義縣 太保市 | 國立故宮博物院南部院區                                                                                  | 故宮國焰．精彩南院                                                                                      | 1.守土衛國 你我同行 2.農工嘉義 領航起飛 3.相信自由 勇往直前 4.衝出雲天 世界同心 | 45分 | 2.6萬發                                                                                                 |
| 2023 | 臺中市 西屯區 | 中央公園                                                                                                | 民主台灣．韌性永續                                                                                      | 1.城鎮的彼端是繁華 2.當第一顆流星騞然重明 3.被你的溫度溫暖 4.此刻我神情鮮豔 | 36分 | 2.8萬發                                                                                                 |
| 2024 | 雲林縣 虎尾鎮 | 國立虎尾科技大學高鐵校區                                                                                | 光輝十月．慢遊雲林                                                                                      | 1.回憶響起:相聚雲林 憶起甜蜜 2.視野展望:立足台灣 接軌國際 3.兼容並蓄:多元共融 傳承永續 | 41分 | 3萬發                                                                                                   |
| 2025 |               | | | | | |

## 各縣市舉辦屆次
因1999年以前皆在臺北市舉辦，以下統計次數從2000年主辦縣市輪替開始統計。
| 縣市   | 舉辦次數 | 舉辦年分               | 備註                                 |
| ------ | -------- | ---------------------- | ------------------------------------ |
| 基隆市 | 0屆      | -                      |                                      |
| 臺北市 | 2屆      | 2006年、2010年         | 1999年以前皆在臺北市舉辦             |
| 新北市 | 0屆      | -                      |                                      |
| 桃園市 | 1屆      | 2003年                 | 原桃園縣1次                          |
| 新竹縣 | 0屆      | -                      |                                      |
| 新竹市 | 1屆      | 2013年                 |                                      |
| 苗栗縣 | 1屆      | 2012年                 |                                      |
| 臺中市 | 3屆      | 2002年、2014年、2023年 | 原台中縣1次                          |
| 彰化縣 | 1屆      | 2011年                 |                                      |
| 南投縣 | 0屆      | -                      |                                      |
| 雲林縣 | 1屆      | 2024年                 |                                      |
| 嘉義縣 | 2屆      | 2004年、2022年         |                                      |
| 嘉義市 | 1屆      | 2008年                 |                                      |
| 臺南市 | 1屆      | 2020年                 |                                      |
| 高雄市 | 3屆      | 2000年、2005年、2021年 | 原高雄縣1次                          |
| 屏東縣 | 2屆      | 2007年、2019年         |                                      |
| 宜蘭縣 | 0屆      | -                      |                                      |
| 花蓮縣 | 1屆      | 2018年                 | 繼臺東國慶煙火後，再次施放24吋焰火彈 |
| 臺東縣 | 1屆      | 2017年                 | 首次施放24吋焰火彈，為歷年來最大     |
| 澎湖縣 | 0屆      | -                      |                                      |
| 金門縣 | 0屆      | -                      |                                      |
| 連江縣 | 0屆      | -                      |                                      |

## 歷年舉辦地
根據傳統，中華民國國慶煙火均有段落式的煙火施放，每段落構成的煙火節目也均有吉祥的節目名稱。以2004年於嘉義舉行的國慶煙火為例，根據火花製作效果而命名的煙火施放節目名稱計有「嘉禾飛瀑」、「嘉有喜事」、「嘉賓雲集」、「嘉齊慶生」、「百嘉爭鳴」、「邦嘉之光」、「四海一嘉」等主題煙火。另外再以2007年屏東國慶煙火為例，則有「四季平安國運昌隆」、「璀璨阿猴光耀全國」、「旋轉乾坤一飛沖天」、「日昇月圓星想事辰」、「大鵬展翅幸福屏東」「海上明珠萬紫千紅」、「花團錦簇富貴吉祥」及「美麗寶島名揚國際」等節目名稱。
一般來說，國慶煙火費用通常由中華民國政府依法編列支出，以2004年為例，於嘉義舉行的國慶煙火費用，其軍火費用約為新台幣貳千萬元左右。
2007年，中華民國國慶煙火輪至台灣南部的屏東縣舉行，施放地點為大鵬灣，施放砲彈數達4萬2000發以上，參觀人數為10萬人。惟台灣北部的台北市與三重市仍於該夜聯合舉辦中華民國國慶慶祝煙火。該於台灣北部舉行的當夜煙火，砲彈數量則有2萬發，實地參觀人數；台北縣市合計18萬人。據統計，若含施放地點外的遠觀觀眾，台灣南北兩地舉辦的2007年國慶煙火，約有60萬名觀賞者。
因為參觀者眾，兩地均動員大批交通軍警資源維護秩序，很多人以環保及龐大動員及經費為由，認爲毫無必要舉行施放煙火活動。
2008年，中華民國國慶煙火移師到嘉義市，晚間七時起在嘉義市民權東路段（嘉義公園）旁施放五十分鐘，中華民國副總統蕭萬長返鄉與民眾歡慶雙十節，全程的煙火秀吸引了超過25萬人參觀，嘉義市政府估計全台有兩百萬人關注這場煙火秀。該煙火於50分鐘內，施放7813枚煙火各種造型，而煙火圖騰的主題則為「全民向心力、開創新世紀」。　
2011年，時逢建國百年，國慶煙火移師彰化縣鹿港鎮彰濱工業區鹿港園區。
2012年，國慶煙火移師苗栗縣後龍鎮高鐵特定區，一改以往只在10月10日當天施放煙火。苗栗縣政府擴大舉辦，結合煙火競賽、演唱會及園遊會，為期近一個月的煙火節。

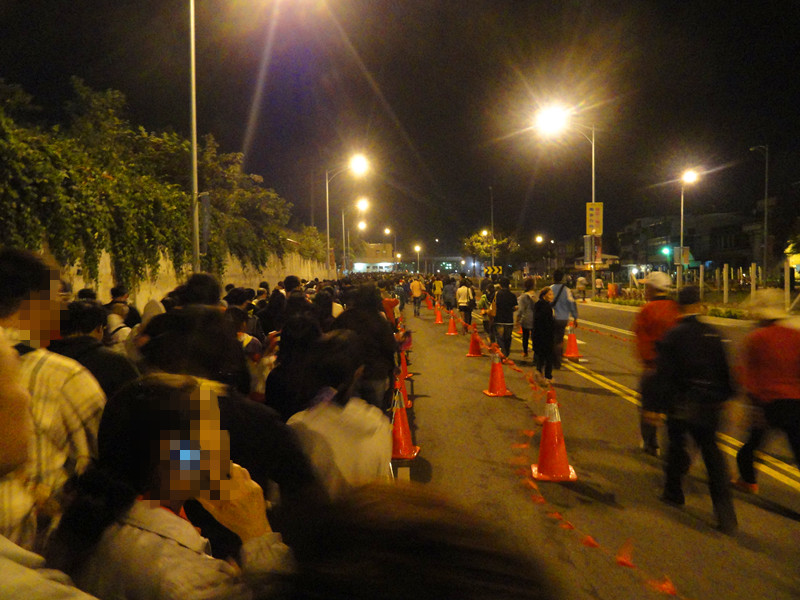
2012年中华民国国庆烟火台铁车站等候离开的人群

2013年，國慶煙火移師新竹市南寮漁港，施放42分鐘煙火，並於2013年9月28日、2013年10月9日在關埔重劃區，海山漁港舉行國慶煙火系列活動。
2014年，國慶煙火移師台中火力發電廠二期工業專業區，施放42分鐘共計十幕以上煙火，將施放歷屆最大口徑之20吋煙火彈呈現於台中港夜空，本次施放煙火數量總共為26,358發。
2017年10月，國慶煙火百年來首次移師台東施放。施放前一個月，台東縣立法委員劉櫂豪向立法院院長蘇嘉全提議，蘇嘉全隨即徵詢台東縣縣長黃健庭的意見，黃健庭認為這將是個千載難逢的好機會，尤其2016年台東飽受風災打擊。國慶煙火施放，有助提振產業。
2019年10月，國慶煙火移師屏東施放，將延續年初台灣燈會的榮光，屏東縣縣長潘孟安表示，首次移師屏東舉辦的台灣設計展將自10月5日至20日在屏東菸葉廠、台糖縣民公園等地登場，現在再加上10月10日國慶煙火，文化厚度、活動精采，適逢4天國慶連續假期，民眾可以開始規畫10月份到屏東旅遊、看展、賞煙火。

## 註解
1. ↑  排灣族語的「屏東」意思。
2. ↑  臺南古稱。

## 外部連結
- 國慶煙火直播 33分鐘煙火秀燦爛登場 （页面存档备份，存于）